# Pak Gil Yon
Pak Gil Yon (hangeul : 박길연 , hanja : 朴吉淵 , McCune-Reischauer : Pak Kil-yŏn, romanisation révisée : Bak Gil-yeon) est un diplomate nord-coréen né en 1943 dans la province de Chagang, ambassadeur de la république populaire démocratique de Corée auprès des Nations unies depuis 2001. Il occupe parallèlement le poste d'ambassadeur au Canada depuis 2002.
Diplômé de l'université diplomatique de Pyongyang, il est entré au ministère nord-coréen des affaires étrangères en 1969. Il a été successivement consul en Birmanie, en poste à Singapour puis, à partir de 1985, aux Nations unies. M. Pak Gil-yon a été ambassadeur en Colombie et au Cambodge avant d'occuper ses fonctions actuelles auprès des Nations unies.
Délégué aux huitième, neuvième et onzième sessions de l'Assemblée populaire suprême, il a été décoré de l'ordre du président Kim Il-sung en 1992.
Après l'essai nucléaire nord-coréen du 9 octobre 2006, M. Pak Gil-yon a exprimé le rejet total par la république populaire démocratique de Corée de la résolution du Conseil de sécurité des Nations unies imposant des sanctions, en déplorant vivement que n'ait pas été prise en compte la menace que représentent les États-Unis pour la Corée du Nord.